# Lokata progresywna
Lokata progresywna – rodzaj lokaty bankowej (formy terminowego depozytu bankowego), w której klient po określonym czasie (miesiącu lub kwartale) może się wycofać przed końcem okresu trwania umowy bez utraty odsetek, i w której oprocentowanie lokaty w każdym kolejnym okresie wzrasta.